# الجرانة (جبلة)

تعديل مصدري - تعديل

الجرانة هي إحدى قرى عزلة وراف بمديرية جبلة التابعة لمحافظة إب، بلغ تعداد سكانها 299 نسمة حسب تعداد اليمن لعام 2004.